# Грузское (Киевская область)
Грузско́е (укр. Грузьке́) — село, входит в Макаровский район Киевской области Украины. Центр сельского совета, к которому также относится село Весёлая Слободка.
Население по переписи 2001 года составляло 1092 человека. Почтовый индекс — 08052. Телефонный код — . Занимает площадь 0,483 км². Код КОАТУУ — 3222782101.
Расположено в пределах юго-западного крыла Днепровско-Донецкой впадины в 30 километрах к западу от железнодорожной станции Фастов и в 15 километрах к югу от автомагистрали «Киев — Чоп» (Е-40). Расстояние до райцентра — 20 километров. Через Грузское двумя ручьями протекает небольшая речка Сивка.
С восточной стороны от села тянется четвёртый змеевый вал, возникновение которого, как защитного сооружения на пути к княжеской столице Киеву, датируется VIII веком.

## Местный совет
08052, Київська область, Макарівський район, с. Грузьке, вул. Леніна, 2  (укр.)

## Галерея
- Пруд на реке Сивка
- В центре села
- Михайловская церковь
- Сельский Совет